# Nenad Jestrović
Nenad Jestrović (serb.-kyrill.: Ненад Јестровић; * 9. Mai 1976 in Obrenovac) ist ein ehemaliger serbischer Fußballspieler.

## Laufbahn
In der Jugend spielte Jestrović bei FK Radnički Obrenovac. Seine Profikarriere begann er in der Saison 1994/95 bei OFK Belgrad. Er war Torschützenkönig der 1. Division in der Saison 2004/05 mit 18 Toren, von denen er die meisten Treffer mit Freistößen und Elfmetern erzielte. Während seiner Zeit bei RSC Anderlecht war Jestrović öfter verletzt. Er wurde von einem UEFA-Champions-League-Spiel für rassistische Anmerkungen (im November 2005) ausgeschlossen und wurde nachher von seinem Verein RSC Anderlecht verurteilt.
Im Januar 2006 wechselte er in die Vereinigten Arabischen Emirate zu Al Ain Club. 2007 folgte ein Intermezzo bei Al-Nasr Sports Club Dubai, bevor er zur Saison 2007/08 nach Europa zu Roter Stern Belgrad zurückkehrte. In der Saison 2008/09 spielte er für den türkischen Erstligisten Kocaelispor und den Ligue 1-Verein FC Metz. Im Sommer 2009 beendete er seine Karriere.